# Ariola Records
Ariola Records (também conhecida como Ariola ou Ariola-Eurodisc e antigamente BMG Ariola) é uma editora alemã em funcionamento desde dos anos 80 distribuída pela Sony Music fazendo parte do grupo de editoras Sony Music Entertainment.

Logotipo da Ariola utilizado até 2006.

Existem várias editoras da Ariola espalhadas pelo mundo. Ariola America foi fundada em 1975 em Los Angeles, na Ariola-Athena para a realização de gravação, Ariola Benelux fundada em 1970, Ariola Eurodisc é uma versão espanhola do grupo. Eurodisc foi criada para o lançamento de discos na França, e a Jupiter Records na Alemanha, para a ajuda do subsidio do grupo. Há também uma filial no Japão chamada Ariola Japan, que é uma das gravadoras com mais artistas do Japão, ela é uma divisão da Sony Music Labels, subsidiária da Sony Music Entertainment Japan.
A Ariola começou em 1970 como uma gravadora subsidiária da Bertelsmann, na Alemanha. Ganhou popularidade nas décadas de 70 e 80 e se expandiu no mundo, abrindo subsidiárias como Hansa Records, Jupiter Records, Arabella (França) e Ariola Discos (Brasil), esta última foi vendida para a Polygram (atual Universal Music) em 1984 depois da Ariola se fundir com a RCA. Em 1980, a Columbia Pictures vendeu sua gravadora subsidiária Arista Records para a Ariola, expandindo a Ariola para os Estados Unidos. Em 1984, a Radio Corporation of America e a Ariola formaram uma joint-venture chamada RCA/Ariola International, mais tarde, em 1987, a Ariola comprou a RCA Records depois que a proprietária desta, RCA, fechou e teve sua marca vendida para outras empresas, como a General Electric. Com a compra da RCA, a Bertelsmann formou a BMG Entertainment, uma empresa multinacional de música, tornando ela uma das seis grandes gravadoras do mundo (atualmente são apenas três grandes gravadoras).
Em 2002, a BMG comprou a gravadora independente bem-sucedida Zomba Music Group, adicionando à BMG as gravadoras Jive Records, Battery Records, Volcano Entertainment, etc.
Em 2004, a Sony Music, da japonesa Sony Corporation, se fundiu com a BMG da Bertelsmann, formando a Sony BMG Music Entertainment. Oito anos depois, a Sony comprou a participação da Bertelsmann na Sony BMG, dando fim na marca BMG e renomeando a empresa para Sony Music Entertainment, o que levou a Bertelsmann fundar uma nova divisão musical chamada BMG Rights Management, o que seria uma nova encarnação da BMG/Ariola, centrada principalmente em gerenciamento de artistas e publicação de músicas.
A Ariola é a atual detentora do catálogo da gravadora brasileira Abril Music.